# Héry (Savoie)
Pour les articles homonymes, voir Héry.
Héry, aussi appelé par l'ancien toponyme Héry-sur-Ugine, est un village de France situé en Savoie, dans la commune d'Ugine.

## Géographie

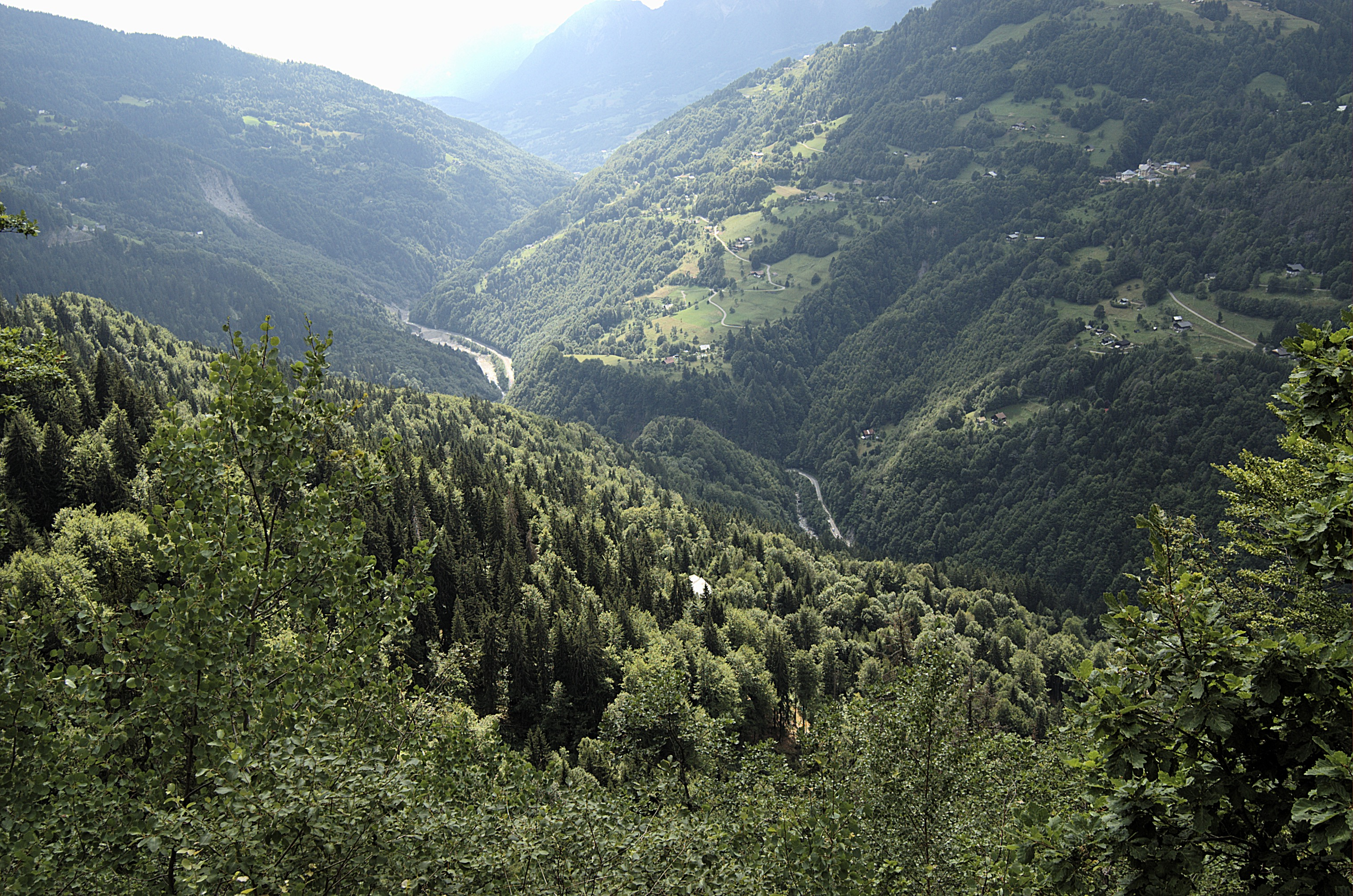
Vue depuis le nord-est de Héry (sur la droite) en balcon au-dessus des gorges de l'Arly.

Situé dans la partie aval du val d'Arly, sur la rive droite des gorges de l'Arly, l'ancien territoire communal de Héry-sur-Ugine s'étendait depuis les rives de la rivière à l'est jusqu'au Praz Vechin, qui culmine à 1 743 mètres d'altitude, au nord-ouest et depuis le cours du Flon au nord jusqu'à la crête qui redescend sur Ugine au sud-ouest.
Du fait de son éloignement du bourg d'Ugine et en qualité d'ancienne commune, Héry conserve une mairie annexe à côté de l'église, du cimetière et de l'école qui sont tous réunis au bourg, à environ 955 mètres d'altitude. La petite station de sports d'hiver des Rafforts constituée de deux téléskis se trouve au nord de Héry.
Située sur la route départementale 109, Héry est relativement connue des automobilistes locaux et des touristes qui doivent y transiter lorsque la route départementale 1212 située dans le fond des gorges de l'Arly en contrebas est fermée à la circulation.

## Histoire
Avec d'autres hameaux et lieux-dits situés au-dessus des gorges de l'Arly, aussi bien en rive gauche qu'en rive droite, le village forme une commune rurale. Le 22 janvier 1798, la paroisse de Cohennoz située sur la rive gauche de l'Arly, face au village de Héry-sur-Ugine, est détachée de la commune et forme une nouvelle commune à part entière. Lorsque la commune de Héry-sur-Ugine est rattachée à celle d'Ugine en 1971, Cohennoz conserve son statut de commune qu'elle possède alors depuis près de deux siècles.